# Museo del Castillo Rojo

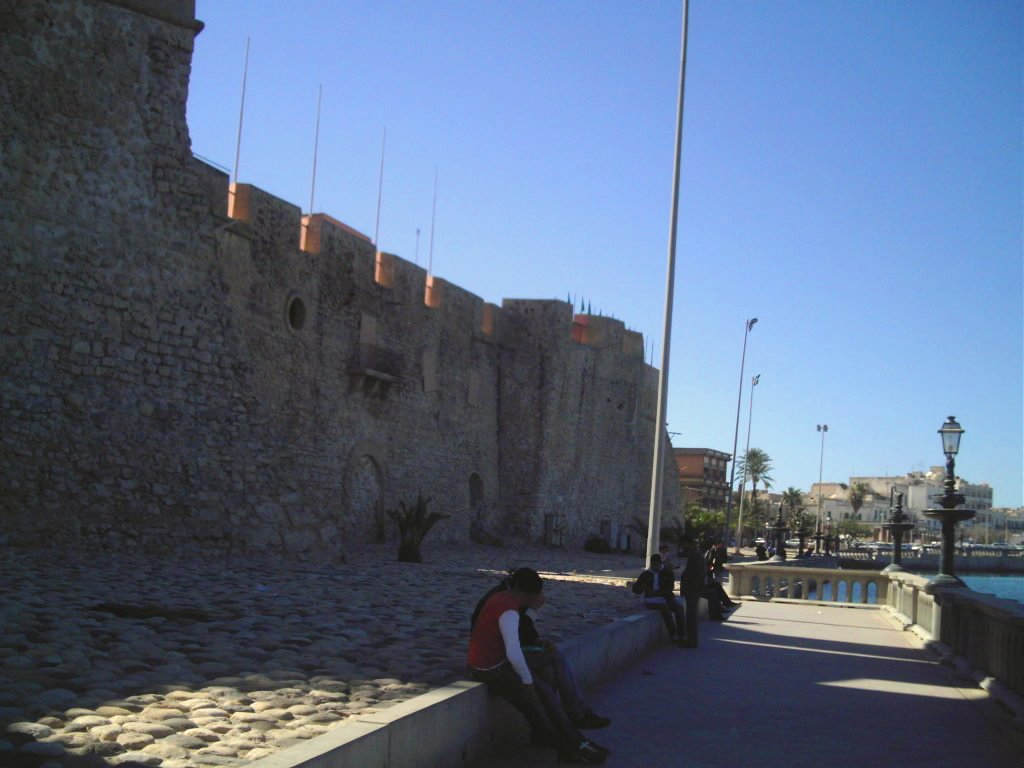
Exterior del castillo y del museo

El Museo del Castillo Rojo o bien el Museo Assaraya Alhamra (en árabe: متحف السرايا الحمراء‎; también llamado el Museo Arqueológico de Trípoli) es el museo nacional de Libia. Fue diseñado en colaboración con las Naciones Unidas a través de la UNESCO, el museo cubre 5.000 años desde la prehistoria hasta la revolución de independencia (1953). Se encuentra en la fortaleza del Castillo Rojo de Trípoli, en un promontorio por encima y al lado del barrio antiguo de la ciudad. El museo tiene una entrada en la histórica Plaza de los Mártires.

## Historia
El museo se estableció en 1919, cuando los talianos coloniales en Libia convirtieron una sección del castillo en un museo para albergar muchos de los artefactos arqueológicos esparcidos por todo el país desde tiempos prehistóricos. La plaza alrededor del castillo fue diseñada en los años treinta por el arquitecto Florestano Di Fausto. Cuando los británicos ocuparon Libia durante la Segunda Guerra Mundial, el museo ocupó todo el complejo del castillo y en 1948 pasó a llamarse Museo Libio.
El museo reabrió al público en 1988, y pasó a llamarse Museo Assaraya Alhamra-Museo del Castillo Rojo, con instalaciones de "vanguardia".

## Colecciones
El museo fue diseñado con diferentes alas y pisos para la exhibición de las distintas colecciones.
- Prehistoria de la región de Libia
- Tribus y tradiciones de la Antigua Libia – el Maghreb bereberes: garamantes, tuareg y otros
- La cultura libia durante las tradiciones de las épocas época fenicia – púnica – griega – romana – bizantina – Tripolitania  otomana
- Arquitectura islámica
- Libia italiana, Segunda Guerra Mundial, independencia de Libia y herencia libia del siglo XX
- Historia natural de la región libia